# Llista de rèquiems del segle XIX
Llista de rèquiems que es van compondre al llarg del segle xix.
- 1800: Francesco Azopardi, Responsorium defunctorum
- 1800: Stanislao Mattei, Requiem
- 1800: Samuel Wesley, Introïtus
- 1800: Francisco Javier Garcia Fajer, Officium defunctorum
- 1800: Filip Gotschalk, Missa pro Defunctis en si
- 1800: Georg Robert von Pasterwitz, Requiem en do major
- 1801: Venanzio Rauzzini, Requiem
- 1801: Johann Gottfried Schwanenberger, Cantata Funèbre
- 1801: Johann Rudolf Zumsteeg, Requiem
- 1802: José Manuel Ubeda, Misa para el día de difuntos
- 1802: Carl Friedrich Zelter, Requiem
- 1802: Anton Reicha, Requiem
- 1803: Joseph Leopold Edler von Eybler, Requiem en do menor
- 1803: Filippo Maria Gherardeschi, Requiem e responsori per la morte di Ludovico I di Borbone
- 1803: Adalbert Jakaubeck, Requiem en mi bemoll major
- 1803: Salvatore Magrin, Dies irae
- 1803: Johann Melchior Dreyer, Requiem en re major
- 1804: Johann Melchior Dreyer, Requiem
- 1804: Stanislao Mattei, Requiem
- 1804: Eugen Pausch, Requiem en sol menor
- 1804: Antonio Salieri, Piccolo requiem
- 1804: Venceslaus Konrael, Requiem en re menor
- 1804: Albert Auguste Androt, Requiem
- 1805: Filippo Maria Gherardeschi, Messa da Requiem
- 1806: Johann Michael Haydn, Requiem en Si bemoll major
- 1806: Antonin Joseph Reicha, Missa pro defunctis
- 1808: Victor Charles Paul Dourlen, Dies irae
- 1808: Domenico Rampini, Requiem
- 1809: Giuseppe Geremia, Missa pro defunctis
- 1809: José Maurício Nunes Garcia, Missa de requiem
- 1809: Georg Joseph Vogler, Requiem en mi bemoll major
- 1810: Vincenzo Righini, Missa pro defunctis
- 1810: Giacomo Tritto, Requiem (6x)
- 1810: Pierre Emmanuel Verheyen, Requiem
- 1811: Johann Baptist Gansbacher, Requiem en do menor
- 1811: Johann Baptist Gansbacher, Requiem en re menor
- 1813: Karl Friedrich Ludwig Hellwig, Requiem
- 1813: Manuel Jagarte, Requiem
- 1813: Giovanni Domenico Perotti, Requiem
- 1814: Sigismund Ritter von Neukomm, Messe de requiem
- 1815: François Joseph Fétis, Requiem
- 1815: Johann Simon Mayr, Grande messa da requiem en sol menor
- 1815: Joseph Willibald Michl, Requiem
- 1815: Joseph Willibald Michl, Requiem en Si major
- 1815: Ferdinand Ries, Requiem en do menor
- 1815: Lancheri, Requiem en mi bemoll major
- 1816: Francesco Basili, Requiem
- 1816: Maria Luigi Zenobio Carlo Salvatore Cherubini, Requiem en do menor
- 1816: William Linley, Requiem
- 1816: Jean Paul Egide Martini, Requiem
- 1816: José Mauricio Nunes Garcia, Missa de requiem
- 1816: Marcos António da Fonseca Portugal, Officium and Missa pro defunctis
- 1816: Franz Peter Schubert, Requiem en do menor
- 1816: Anton Teyber, Requiem pro defuncta Imperatrice Ludovica
- 1816: Franz de Paula Jakob Schoberlechner, Requiem
- 1817: Robert Nicolas Charles Bochsa, Requiem
- 1817: Auguste Matthieu Panseron, Requiem en re menor
- 1818: Jaume Alaquer i Reyes, Misa de réquiem in Do minor
- 1818: Franz Peter Schubert, Ein Deutsches Requiem
- 1818: Franz Buhler, Missa de requiem en do menor
- 1819: Marie Désiré Martin-Beaulieu, Messe de requiem
- 1819: João Domingos Bomtempo, Requiem en do menor
- 1819: Mariano Rodriguez de Ledesma, Oficio y Misa de difuntos
- 1819: Marianna Motroni Andreozzi - Bottini, Messa da requiem
- 1819: Friedrich Ludwig Seidel, Missa pro defunctis
- 1819: Sigismund Ritter von Neukomm, Libera me, Domine
- 1820: B. Maegès, Messe de Requiem en mi bemoll major
- 1820: Francesco Giuseppe Baldassare Morlacchi, Requiem
- 1820: Ferdinando Francesco Paer Delpech, Offertoire pour la morte du Duc de Berry
- 1820: Maximilan Stadler, Requiem en do menor
- 1820: Václav Jan Kr(titel Tomasek, Requiem en do menor
- 1820: Heyschmieder, Requiem en mi bemoll major
- 1820: Antonio Salieri, Requiem en re menor
- 1821: Marzio Gaetano Carafa, Requiem
- 1821: Maximilan Stadler, Requiem en fa major
- 1822: Brizio Petrucci, Requiem
- 1822: Charles-Henri Plantade, Messe de requiem
- 1823: Christian Ignatius Latrobe, Dies irae
- 1823: Georg Karl Wisner von Morgenstern, Requiem
- 1823: Karl Friedrich Zelter, Ein kurzes Requiem
- 1823: František Kottary, Requiem en mi bemoll major
- 1823: Aegidius Werner, Requiem en sol menor
- 1824: August Ferdinand Haser, Requiem en do major
- 1824: Johann Georg Lickl, Requiem en do menor
- 1824: Louis Massonneau, Requiem
- 1824: Pietro Giovanni Parolini, Grande messa di requiem
- 1824: Giovanni Domenico Perotti, Requiem
- 1824: Stefano Romani, Messa di requiem
- 1824: Robert Nicolas Charles Bochsa, Messe de requiem
- 1825: Johann Andreass Amon, Missa pro defunctis
- 1825: Giuseppe Baini, Dies irae
- 1825: Juan Pedro Esnaola, Misa de Requiem
- 1825: Caspar Ett, Requiem en do menor
- 1825: Johann Baptist Gansbacher, Requiem en mi bemoll
- 1825: Francesco Giuseppe Baldassare Morlacchi, Requiem
- 1825: Carlo Antonio Evasio Mario Soliva, Messe funebre
- 1825: Ossip Antonowitsch Kozlowski, Requiem
- 1825: Georg Robert von Pasterwitz, Requiem
- 1825: Václav Jan Kr(titel Tomasek, Missa de Requiem
- 1826: Josef Ksawery Antoni Franciszek Elsner, Requiem en do menor
- 1826: Giovanni Domenico Perotti, Dies irae
- 1827: John Goss, Requiem en mi menor
- 1827: Anselm Huttenbrenner, Requiem en do menor
- 1827: Juste Adrien Lenoir de La Fage, Requiem
- 1827: Francesco Giuseppe Baldassare Morlacchi, Messa da requiem
- 1827: Ignaz Xaver Ritter von Seyfried, Libera
- 1827: Ignaz Xaver Ritter von Seyfried, Requiem
- 1828: Anselm Huttenbrenner, Requiem
- 1828: Ferdinand Lukas Schubert, Requiem en sol menor
- 1828: Francisco Manuel da Silva, Requiem en si bemoll major
- 1828: Christoph Ernst Friedrich Weyse, Requiem en do menor
- 1829: Ramón Carnicer y Battle, Requiem
- 1829: Jan Bedrich Kittl, Requiem
- 1829: Giovanni Domenico Perotti, Requiem en fa major
- 1829: György Ruzitska, Requiem
- 1829: Alfonso Savi, Messa da requiem
- 1830: Guillaume Despréaux, Requiem
- 1830: Guillaume Despréaux, Dies irae
- 1830: Pietro Generali, Requiem
- 1830: Pietro Generali, Lux aeterna
- 1830: Pietro Generali, Libera me Domine
- 1830: Pietro Generali, Pie Jesus
- 1830: Pietro Generali, Messa funebre
- 1830: Pietro Generali, Dies irae
- 1830: Zikmund Michael Kolešovský, Requiem
- 1830: Juste Adrien Lenoir de La Fage, Requiem in anniversariis
- 1830: Donat Muller, Totenmesse en fa major
- 1830: Claude-Joseph Paris, Requiem
- 1830: Johann Kaspar Aiblinger, Requiem en re menor
- 1830: Karl Ludwig Drobisch, Requiem en re menor
- 1830: Joseph Leopold Edler von Eybler, Libera en sol menor
- 1830: Ferdinando Provesi, Messa da requiem
- 1830: Ambrosius Matthias Rieder, Requiem
- 1831: Fanny Cecile Hensel - Mendelssohn, Oratorium auf Worte aus der Bibel
- 1831: Giovanni Domenico Perotti, Requiem en sol major
- 1833: Ramón Carnicer y Battle, Vigil of the dead
- 1833: Charles Louis Ambroise Thomas, Requiem
- 1834: Francisco Andrevi y Castellar, Office & Missa pro defunctis
- 1834: Johann Baptist Gansbacher, Requiem en re menor
- 1834: Juan Bros y Bertomeu, Oficio de difuntos
- 1835: Jan Georg Bertelman, Missa pro defunctis
- 1835: João Domingos Bomtempo, Libera me en do menor
- 1835: Domenico Gaetano Maria Donizetti, Messa di requiem en re menor
- 1835: Otto Carl Ehrenfried Nicolai, Requiem
- 1835: Léon Stocklin, Requiem
- 1836: José Maria de Arzac, Dies irae
- 1836: Maria Luigi Zenobio Carlo Salvatore Cherubini, Requiem en re menor
- 1836: Caspar Ett, Requiem en re major
- 1836: Juste Adrien Lenoir de La Fage, Office des morts
- 1836: Giuseppe Saverio Raffaele Mercadante, Requiem breve
- 1836: Johann Christian Heinrich Rinck, Requiem
- 1837: Josef Baum, Requiem
- 1837: Louis Hector Berlioz, Grande messe des morts
- 1837: Francesco Canneti, Requiem
- 1837: Domenico Gaetano Maria Donizetti, Requiem
- 1837: Charles Louis Hanssens, Requiem
- 1837: Franciszek Lessel, Requiem
- 1837: Pietro Torrigiani, Messa di requiem
- 1837: José Zapiola Cortés, Misa de requiem
- 1837: Nicola Antonio Zingarelli, Requiem
- 1837: Alberik Zwyssig, Libera en fa menor
- 1838: Sigismund Ritter von Neukomm, Requiem
- 1838: Ramon Vilanova y Barrera, Requiem mass 'de Bilbao'
- 1839: Joseph Blahack, Requiem en fa major
- 1839: Paul Gunther Kronecker, Adicions al Rèquiem en si bemoll major (per J.M. Haydn)
- 1839: Joseph Vogl, Requiem en mi bemoll major
- 1840: François van Campenhout, Requiem
- 1840: Johann Evangelist Schlier, Grand Requiem
- 1840: John King, The missionary's requiem
- 1840: Joseph François Snel, Messe de requiem
- 1841: Egidio Aiudi, Messa da requiem
- 1841: Adolf Bernhard Marx, Gebet für die Verstorbenen
- 1842: François Benoist, Requiem
- 1842: François Benoist, Dies irae
- 1842: Ramón Carnicer y Battle, Requiem
- 1842: Caspar Ett, Requiem en mi bemoll major
- 1842: Charles François Gounod, Messe de requiem
- 1842: Franz Limmer, Requiem en si major
- 1842: Atanasio Bello Montero, Requiem
- 1842: José Lorenzo Montero, Third lesson of the dead
- 1842: José Maria Montero, Second lesson of the dead
- 1842: Luigi Palmerini, Dies irae
- 1842: Mariano Soriano Fuertes y Piqueras, Misa de Requiem
- 1843: Josef Anton Bruckner, Libera en fa major
- 1843: Edouard Marie Ernest Deldevez, Requiem
- 1843: Miguel Hilarion Eslava, Requiem
- 1843: Giovanni Pacini, Messa di Requiem en do menor
- 1844: Friedrich August Reissiger, Requiem
- 1845: Jósef Brzowski, Requiem
- 1845: Ramon Vilanova y Barrera, Requiem
- 1846: Robert Johann Nepomuk Fuhrer, Requiem en sol major
- 1846: Benedikt Randhartinger, Requiem
- 1846: Martin d'Angers, Messe de Requiem
- 1846: Carl Bonaventura Witzka, Requiem en mi bemoll major
- 1847: John C. Baker, The Parting Requiem
- 1847: Josef Ksawery Antoni Franciszek Elsner, Dies irae en fa menor
- 1847: Jakob Ludwig Felix Mendelssohn-Bartholdy, Requiem für Fanny
- 1847: Antonio de Val, Messa Funèbre
- 1847: Conrad Paul Wusching, Requiem
- 1848: Johannes Bernardus van Bree, Missa pro Defunctis
- 1848: Nicola de Giosa, Requiem
- 1848: Angelo Mariani, Requiem
- 1848: Léon Stocklin, Requiem
- 1849: Josef Anton Bruckner, Requiem en re menor
- 1849: Carlo Coccia, Requiem
- 1849: N. P. B. Curtiss, The mariner's requiem
- 1849: Felice Frasi, Messa di requiem per re Carlo Alberto
- 1849: Robert Alexander Schumann, Requiem für Mignon
- ?, Domenico Desirò, Messa da Requiem en mi bemoll major
- ?, Joseph Johann Achleitner, Requiem
- ?, Johann Kaspar Aiblinger, Requiem en do menor
- ?, Johann Kaspar Aiblinger, Requiem en mi bemoll major
- ?, Engelbert Aigner, Requiem
- ?, Mateo Albeniz, Oficios de difuntos
- ?, José Manuel Aldana, Office of the dead
- ?, Filippo Allegri, Requiem
- ?, Ignacio Antonio d'Almeida, Oficio de difuntos
- ?, Faustino Altemps, Messa di requiem
- ?, Johann Andreass Amon, Ein Deutsches Requiem
- ?, Gaetano Andreozzi, Messa dei morti en mi menor
- ?, Joseph Anton Angeber, Missa en do menor
- ?, Angelo de Angelis Rivortorto, Requiem
- ?, Angelo de Angelis Rivortorto, Requiem (2x)
- ?, Angelo de Angelis Rivortorto, Messa da requiem
- ?, Angelo de Angelis Rivortorto, Dies irae
- ?, Angelo de Angelis Rivortorto, Libera me
- ?, Damaio Barbosa de Araujo, Messa da Requiem
- ?, Manuel Arenzana, Missa pro defunctis
- ?, Manuel Arenzana, Officium defunctorum
- ?, Gyorgy Arnold, Hungarian requiem
- ?, Ignaz Assmayer, Requiem (2x)
- ?, Konrad Back, Requiem en si major
- ?, João José Baldi, Requiem masses
- ?, Donato Barsanti, Messa per i defonti
- ?, Michael Bartenschlag, Requiem
- ?, Francesco Basili, Requiem
- ?, Francesco Basili, Gran Messa da Requiem
- ?, Francesco Basili, Messa da Requiem
- ?, Giuseppe Becherini, Messa funebre
- ?, Luigi Guido Beltrami, Messa da requiem
- ?, Christian Gottlob August Bergt, Requiem en si bemoll major
- ?, Henri-Montan Berton, Requiem
- ?, Antonio Bianchi, Missa pro defunctis
- ?, Francesco Bianchi, Sequenza dei morti
- ?, Bernardo Bittoni, Requiem
- ?, Joseph Blahack, Requiem en do menor
- ?, Josef Bolehovský, Requiem en fa major
- ?, Josef Bolehovský, Requiem en mi bemoll major
- ?, João Domingos Bomtempo, Requiem (2x)
- ?, Paolo Bonfichi, Requiem
- ?, Johann Heinrich Carl Bornhardt, Requiem
- ?, Johann Evangelist Brandl, Requiem en si bemoll major
- ?, Franz Brath, Requiem en mi bemoll major
- ?, Bernhard Breuer, Requiem
- ?, Antonio Brunetti, Requiem
- ?, Franz Buhler, Requiem en re menor
- ?, Franz Buhler, Requiem en do major
- ?, Giuseppe Cajani, Messa de defunti en mi bemoll major
- ?, Antonio Calegari, Requiem
- ?, Antonio Calegari, Requiem
- ?, Antonio Calegari, Dies irae (2x)
- ?, Antonio Calegari, Dies irae
- ?, Giuseppe Calegari, Requiem
- ?, Cayetano Carreno, Requiem
- ?, Francesco Ceracchini, Messa da Requiem
- ?, Domenico Cercia, Requiem (2x)
- ?, Luigi Cerezo, Messa di requiem
- ?, Alexandre Etienne Choron, Requiem
- ?, Ramon Felix Cuellar y Altarriba, Requiem (2x)
- ?, Carl Czerny, Requiem (4x)
- ?, Franz Ignaz Danzi, Requiem
- ?, Franz Ignaz Danzi, Libera me
- ?, Michel Delalande, Requiem
- ?, Pierre Desvignes, Messe des Morts
- ?, Manoel Dias de Oliveira, Responsórios fúnebres
- ?, Manoel Dias de Oliveira, Responsórios fúnebres para a Ordem Terceira do Carmo
- ?, Manoel Dias de Oliveira, Ofícios de defuntos en sol menor
- ?, Manuel Jose Doyague, Office des Morts
- ?, Joseph Drechsler, Requiem en do menor
- ?, Johann Melchior Dreyer, Requiem (6x)
- ?, Johann Melchior Dreyer, Requiem en sol menor
- ?, Johann Melchior Dreyer, Requiem en fa major
- ?, Johann Melchior Dreyer, Requiem en re major
- ?, Johann Melchior Dreyer, Requiem en la major
- ?, Johann Melchior Dreyer, Requiem en si bemoll major
- ?, Karl Ludwig Drobisch, Requiem en re menor
- ?, Karl Ludwig Drobisch, Requiem en mi bemoll major
- ?, Dieudonne Duguet, Requiem (3x)
- ?, Leopold Ignaz Ebner, Requiem en fa major
- ?, Josef Ksawery Antoni Franciszek Elsner, Msza Graduale i Offertorium
- ?, Wolfgang Joseph Emmerich, Missa de Requiem en mi bemoll major
- ?, Caspar Ett, Missa pro defunctis in A flat
- ?, Francisco Javier García Fajer, Oficio de Difuntos
- ?, Giovanni A. Ferrari, Requiem
- ?, Santiago Ferrer, Lessons for the dead
- ?, Valentino Fioravanti, Dies irae
- ?, Vincenzo Fioravanti, Requiem
- ?, Ernest Frauenberger, Requiem en fa major
- ?, Ernest Frauenberger, Requiem en mi bemoll major
- ?, Ernest Frauenberger, Deutsches Requiem
- ?, Carl Friberth, Requiem
- ?, Robert Johann Nepomuk Fuhrer, Requiem in C
- ?, Robert Johann Nepomuk Fuhrer, Requiem ‘im feierlichen Styl’
- ?, Bonaventura Furlanetto, Requiem (3x)
- ?, Bonaventura Furlanetto, Missa pro defunctis en fa major
- ?, Bonaventura Furlanetto, Dies irae (2x)
- ?, Giovanni Furno, Dies irae
- ?, Michele Fusco, Requiem
- ?, Ignaz Fux, Requiem en si bemoll major
- ?, Ignaz Fux, Requiem en sol menor
- ?, Ignaz Fux, Requiem en re menor
- ?, Giovanni Battista Gaiani, Dies irae
- ?, Johann Baptist Gansbacher, Requiem (4x)
- ?, Luigi Gatti, Requiem en si bemoll major
- ?, Luigi Gatti, Requiem en fa major
- ?, Luigi Gatti, Requiem en mi bemoll major
- ?, Luigi Gatti, Requiem en do major
- ?, Giuseppe Gazzaniga, Requiem en mi bemoll major
- ?, Giuseppe Gazzaniga, Missa pro defunctis
- ?, Lorenzo Maria Petronio Gibelli, Requiem en do menor
- ?, Nicola de Giovanni, Messa de Requiem
- ?, Lambert-François Godecharle, Motteto pro defunctis tria sunt
- ?, André Ernest Modeste Grétry, Messe de Requiem
- ?, Franz Paul Grua, Requiem (4x)
- ?, Jose Joaquin Guarin, Oficio de difuntos
- ?, Xaver Guggenbühler, Requiem en do menor
- ?, Benedikt Hacker, Deutsche Seelenmesse
- ?, Henri Hamal, Requiem (3x)
- ?, Charles Louis Joseph Hanssens, Grand messe de requiem en la menor
- ?, August Ferdinand Haser, Requiem
- ?, William Hawes, Requiem
- ?, Franz Joseph Haydn, Requiem en do menor
- ?, Franz Joseph Haydn, Requiem en mi bemoll major
- ?, Franz Xaver Heel, Requiem en mi bemoll major
- ?, Joseph Heidenreich, Requiem en sol menor
- ?, Martin Andreas Heimerich, Requiem en fa major
- ?, Johann Theobald Held, Requiem en si bemoll major
- ?, Karl Friedrich Ludwig Hellwig, Requiem
- ?, Adrien-Joseph van Helmont, Requiem
- ?, Anton Herzog, Requiem en mi bemoll major
- ?, Ignaz Hladnik, Requiem
- ?, Ernst Theodor Amadeus Hoffmann, Requiem
- ?, Augustin Holler, Requiem en mi bemoll major
- ?, Joseph Alois Holzmann, Requiem en fa major (2x)
- ?, Joseph Alois Holzmann, Requiem en re major
- ?, Franz Eduard Xaver Hysel, Requiem en mi bemoll major
- ?, Louis Emmanuel Jadin, Requiem
- ?, Giuseppe Jannaconi, Requiem en do major
- ?, Johann Evangelist Jaumann, Requiem en mi bemoll major
- ?, Bernard Jumentier, Requiem
- ?, Johann Christoph Kaffka, Requiem
- ?, Karl Anton Kaiser, Missa da Requiem en mi bemoll major
- ?, Ferdinand Kauer, Officium defunctorum
- ?, Ferdinand Kauer, Requiem (3x)
- ?, Max Keller, Requiem en fa major
- ?, Max Keller, Requiem en fa major
- ?, Max Keller, Requiem en sol major
- ?, Johann Joseph Klauss, Missa brevis pro Defunctis en si menor
- ?, Johann Joseph Klauss, Requiem (2x)
- ?, Johann Joseph Klein, Missa de Requiem en mi bemoll major
- ?, Joseph Klingohr, Requiem en mi bemoll major
- ?, Jan Antonin Kozeluch, Requiem en re menor
- ?, Jan Antonin Kozeluch, Requiem (3x)
- ?, Jan Antonin Kozeluch, Requiem en mi bemoll major
- ?, Joseph Matthias Kracher, Requiem
- ?, Joseph Matthias Kracher, Requiem en do menor
- ?, Joseph Matthias Kracher, Missa brevissima de Requiem en do menor
- ?, Joseph Matthias Kracher, Requiem en mi bemoll major
- ?, Jozef Wladyslaw Krogulski, Requiem
- ?, Juste Adrien Lenoir de La Fage, Introit
- ?, Bernard Germain Etienne de Lacépède, Requiem
- ?, José Angel Lamas, Lessons for the dead
- ?, Louis Lambillotte, Requiem
- ?, Giuseppe Landi, Requiem e Kyrie da morto
- ?, Franciszek Lessel, Requiem
- ?, Jean-François Lesueur, Requiem (2x)
- ?, Johann Georg Lickl, Requiem (2x)
- ?, Johann Georg Lickl, Requiem en fa menor
- ?, Johann Georg Lickl, Requiem en do menor
- ?, Johann Georg Lickl, Requiem en sol menor
- ?, Jose Joaquim Emerico Lobo de Mesquita, Officio dos defuntos
- ?, Melchor Lopez Jimenez, Misa solemne de difuntos en fa major
- ?, Vicente Ferrer Lyra, Missa de Requiem e Libera
- ?, Anselmo Marsand, Requiem en re menor
- ?, Anselmo Marsand, Requiem en do major
- ?, Jean Paul Egide Martini, Requiem
- ?, Kamilo Masek, Requiem
- ?, Vincenc Václav Masek, Requiem en mi bemoll major
- ?, José Mauricio, Requiem (4x)
- ?, José Mauricio, Responsories (2x)
- ?, Johann Simon Mayr, Requiem en re menor
- ?, Johann Simon Mayr, Requiem movements
- ?, Johann Simon Mayr, Movements for the Office of the Dead
- ?, Johann Ulrich Mayrhofer, Requiem
- ?, Raimondo Mei, Missa pro defunctis
- ?, Joaquim de Meneses e Ataide, Missa pro defunctis
- ?, Martin-Joseph Mengal, Requiem
- ?, Johann Aloys Miksch, Requiems
- ?, Ambrogio Minoja, Requiem
- ?, José Lorenzo Montero, Mass of the dead
- ?, Johann Baptist Moralt, Requiem
- ?, Joseph Moralt, Requiem
- ?, Pietro Morandi, Messa di Requiem en fa major
- ?, Juan José Joachín Morata y Garcia, Requiem
- ?, Felice Moretti, Messa da morto
- ?, Johann Immanuel Muller, Ein Deutsches Requiem
- ?, Jaime Nadal, Requiem
- ?, Giuseppe Nicolini, Requiem (2x)
- ?, José Mauricio Nunes Garcia, Ofício dos defuntos
- ?, José Mauricio Nunes Garcia, Regem cui omnia vivunt
- ?, José Mauricio Nunes Garcia, Libera me en sol menor
- ?, José Mauricio Nunes Garcia, Memento mei Deus
- ?, José Mauricio Nunes Garcia, Missa de requiem en fa major
- ?, José Mauricio Nunes Garcia, Ofício fúnebre a 8 vozes
- ?, José Mauricio Nunes Garcia, Responsórios fúnebres
- ?, Joseph Ohnewald, Requiem en fa major
- ?, Joseph Ohnewald, Requiem en si bemoll major
- ?, Joseph Ohnewald, Requiem en mi bemoll major
- ?, Vincenzo Orgitano, Missa pro defunctis
- ?, Lorenz Justinian Ott, Requiem en mi bemoll major
- ?, Luigi Pagliai, Messa di Requiem en fa major
- ?, Joseph Panny, Requiem
- ?, Anton Ferdinand Paris, Requiem en re major
- ?, Eugen Pausch, Missa de Requiem en do menor
- ?, Mateo Perez de Albiniz, Office for the dead
- ?, François-Louis Perne, Missa brevis pro defunctis
- ?, Matthias Pernsteiner, Requiem en sol menor
- ?, Matthias Pernsteiner, Requiem en mi bemoll major
- ?, Matthias Pernsteiner, Requiem en mi bemoll major
- ?, Matthias Pernsteiner, Requiem en re major
- ?, Matthias Pernsteiner, Requiem en re menor
- ?, Giovanni Domenico Perotti, Requiem en do menor
- ?, Josef Anton Pfeiffer, Requiem
- ?, Giuseppe Pilotti, Requiem, Introito della messa da morto
- ?, Antonín Plachý, Requiem
- ?, Antoine Ponchard, Missa de Requiem
- ?, Jan Praupner, Requiem
- ?, Josef Preindl, Requiem in E major (2x)
- ?, Josef Preindl, Requiem en do menor
- ?, Josef Preindl, Requiem en mi bemoll major
- ?, Giovanni Prota, Lessons for the nocturnes De’morti
- ?, Antonio Benedetto Maria Puccini, Kyrie - Missa pro defunctis
- ?, Antonio Benedetto Maria Puccini, Sequenz: Dies irae
- ?, Engelbert Radler, Requiem en mi bemoll major
- ?, Pietro Raimondi, Requiem (2x)
- ?, Pietro Raimondi, Messa da Requiem
- ?, Pietro Raimondi, Requiem
- ?, Benedikt Randhartinger, Requiem
- ?, Antoine-Guillaume Ravets, Requiem
- ?, Georges-Marie Raymond, Requiem
- ?, Karl Gottlieb Reissiger, Requiem
- ?, Tommaso Resti, Messa di Morti en do menor
- ?, Tommaso Resti, Requiem en la menor
- ?, Francesco Pasquale Ricci, Dies irae
- ?, Ambrosius Matthias Rieder, Requiem
- ?, Gottfried Rieger, Requiem (2x)
- ?, Ferdinand Ries, Requiem en fa major
- ?, Ferdinand Ries, Requiem en mi bemoll major
- ?, Vincenzo Righini, Requiem
- ?, Salvatore Rispoli, Requiem
- ?, Georg Valentin Roder, Solennes Requiem en fa menor
- ?, Georg Valentin Roder, Solennes Requiem en do bemoll
- ?, Konrad Roppert, Missa de Requiem en sol menor
- ?, José Roses, Requiem (2x)
- ?, Giuseppe Rossi (jr.), Messa di Requiem
- ?, François Leonard Rouwyzer, Requiem
- ?, François Leonard Rouwyzer, Messe de Requiem en mi bemoll major
- ?, Nicolas Roze, Missa brevis pro defunctis
- ?, Nicolas Roze, Offizium für die Totenmesse
- ?, Franz Joseph Leonhard Rueff, Missa de Requiem St. Michael en mi bemoll major
- ?, Jakub Šimon Jan Ryba, Requiem (7x)
- ?, Frei José de Santa Rita Marques e Silva, Requiem
- ?, Frei José de Santa Rita Marques e Silva, Officium defunctorum
- ?, Marco Santucci, Messa di Requiem en do menor
- ?, Pietro Sarmiento, Requiem
- ?, Benedikt Schack, Requiem en re menor
- ?, Benedikt Schack, Requiem en mi bemoll major
- ?, Karl Friedrich Ludwig Schaffer, Requiem oder Totenfeier zum Andenken an verblicheue Freunde
- ?, Leopold Ferdinand Scherdt, Requiem en mi bemoll
- ?, Anton Schermer, Requiem en do menor
- ?, Johann Baptist Schiedermayr, Requiem
- ?, Johann Baptist Schiedermayr, Requiem en fa menor
- ?, Johann Baptist Schiedermayr, Requiem en mi bemoll major
- ?, Johann Baptist Schiedermayr, Requiem en do menor
- ?, Georg Johann Schinn, Ein Deutsches Requiem
- ?, Alois Schmid, Requiem
- ?, Anton Schmid, Requiem with Libera me
- ?, Anton Schmid, Dies irae
- ?, Anton Schmid, Chant funèbre
- ?, Franz Xaver Schmid, Requiem en fa menor
- ?, Franz Xaver Schmid, Requiem en mi bemoll major
- ?, Franz Xaver Schmid, Requiem en re menor
- ?, Franz Xaver Schmid, Requiem en do menor
- ?, Joseph Ignaz Schnabel, Requiem en mi bemoll major
- ?, Joseph Ignaz Schnabel, Dies irae
- ?, Joseph Ignaz Schnabel, Kleines Requiem
- ?, Franz Schneider, Requiem (13x)
- ?, Franz Schneider, Requiem en do menor
- ?, Franz Schneider, Requiem en do major
- ?, Jean Madeleine Marie Schneitzhoeffer, Requiem
- ?, Johann Josef Schussel, Requiem
- ?, Friedrich Ludwig Seidel, Requiem
- ?, Franz Seidelmann, Requiem
- ?, Ignaz Xaver Ritter von Seyfried, Requiem
- ?, Ignaz Xaver Ritter von Seyfried, Libera
- ?, Ignaz Xaver Ritter von Seyfried, Requiem (2x)
- ?, Oliver Shaw, Requiem for La Fayette
- ?, Francisco Manuel da Silva, Missa pro defunctis
- ?, Josef Dominik Skroup, Requiem
- ?, Josef Blazej Smrcek, Requiem (4x)
- ?, Matej Sojka, Requiem (2x)
- ?, Joseph Fernando Macaro Sor, Seguidillas del Requiem eternam
- ?, Friedrich Gottlieb Stark, Requiem en sol menor
- ?, Richard John Samuel Stevens, Requiem en mi bemoll major
- ?, Joseph Hartmann Stuntz, Requiem
- ?, Pietro Terziani, Messa di Requiem en sol menor
- ?, Václav Tomášek, Requiem en si menor
- ?, Vincenc Tucek, Requiem
- ?, Nicola Vaccai, Dies irae
- ?, Gaetano Valeri, Requiem
- ?, Giuseppe Vallaperta, Requiem (3x)
- ?, Johann Baptist Vanhal, Requiem
- ?, Johann Baptist Vanhal, Requiem
- ?, Jan Matyas Nepomuk August Vitásek, Requiem (7x)
- ?, Georg Joseph Vogler, Requiem en do menor
- ?, Georg Joseph Vogler, Requiem en re menor
- ?, Georg Joseph Vogler, Requiem en mi menor
- ?, Martin Vogt, Missa pro Defunctis
- ?, Antonin Josef Alois Volanek, Requiem
- ?, Franz Joseph Volkert, Requiem en mi bemoll major
- ?, Jan Nepomuchene Wanski, Requiem
- ?, Victor Alexander Charles Warot, Requiem
- ?, Wenzel Thomas Wawra, Traueramt en do menor
- ?, Wenzel Thomas Wawra, Requiem en mi bemoll major
- ?, Samuel Webbe (jr.), Requiem en sol menor
- ?, Samuel Webbe (jr.), Requiem en mi menor
- ?, Gottfried Weber, Requiem
- ?, Charles Weisflog, Dies irae
- ?, Max Welcker, Deutsche Seelenmesse
- ?, Samuel Wesley, Missa Defunctorum
- ?, John Fane, earl of Westmorland, Requiem
- ?, Paul Anton Winneberger, Requiem en do menor
- ?, Peter von Winter, Missa di requiem
- ?, Johann Nepomuk August Wittusek, Requiem
- ?, Joseph Maria Wolfram, Requiem
- ?, Friedrich Wollanck, Requiem
- ?, Francesco Zagagnoni, Messa da Requiem
- ?, Pierre Joseph Guillaume Zimmermann, Requiem hiroique
- ?, Nicola Antonio Zingarelli, Requiem (28x)
- ?, Nicola Antonio Zingarelli, Requiem
- 1850: François Joseph Fétis, Messe de requiem
- 1850: Charlie Hine, The mother's requiem
- 1850: Stanislaw Moniuszko, Totenmesse en re menor
- 1850: Robert Alexander Schumann, Requiem
- 1850: Robert Alexander Schumann, Manfred
- 1850: Robert Alexander Schumann, Dies irae
- 1850: Francesco Anichini, Requiem
- 1851: Jacob Edvard Gille, Requiem en do menor
- 1851: Teodulo Mabellini, Requiem en do menor
- 1852: Adolf Hans Karl Lauer von Münchhofen, Requiem
- 1852: Armand Marie Ghislain Limnander de Nieuwenhove, Requiem
- 1852: Placido Mandanici, Requiem en si menor
- 1852: George Frederick Root, Requiem
- 1852: Robert Alexander Schumann, Requiem en re menor
- 1853: Karl Ludwig Drobisch, Requiem en do menor
- 1853: François Auguste Gevaert, Requiem
- 1853: Robert Lucas Pearsall, Requiem en sol menor
- 1854: Alamanno Biagi, Messa di Requiem en do menor
- 1854: Josef Anton Bruckner, Requiem
- 1854: Josef Anton Bruckner, Libera me en fa menor
- 1854: Luigi Ricci, Messa in onore di S. Michele Arcangelo
- 1855: Pavel Krizkovsky, Responsories for the Office of the Dead
- 1855: Baltasar Saldoni, Oficio de difuntos
- 1855: Franz von Suppé, Requiem en re menor
- 1855: T. Wood, They are gone! They are gone! - The red man's requiem
- 1856: Isaac Albéniz i Pascual, Salmo sexto del oficio de difuntos
- 1856: Girolamo Alessandro Biaggi, Requiem
- 1856: Pierre Louis Philippe Dietsch, Messe de Requiem
- 1856: Laureano Fuentes Matons, Misa de Difuntos
- 1856: Franz Paul Lachner, Requiem en fa menor
- 1856: Mary McKimm, Infant's requiem
- 1856: Anthony Werner, Requiem
- 1857: Emil Franz Karl Greith, Requiem en re menor
- 1858: Louis Spohr, Requiem
- 1859: Nicola Nacciarone, Requiem
- 1859: Pietro Giovanni Parolini, Messa di requiem
- 1859: Etienne-Joseph Soubre Requiem
- 1859: Joannes Josephus Viotta, Missa pro Defunctis
- 1860: Friedrich Kiel, Requiem en fa menor
- 1860: José Marraco y Ferrer, Requiem
- 1860: Baltasar Saldoni, Lecciones per l'ofici de difunts
- 1860: Léon Stocklin, Requiem
- 1860: Gioacchino Antonio Rossini, A ma belle mere - Requiem aeternam
- 1861: Daniel François Esprit Auber, Pie Jesu
- 1862: Stanislaw Moniuszko, Requiem
- 1863: Peter Leonardus Leopoldus Benoit, Requiem
- 1863: Charles Lemuel Capen, Requiem for a Hero
- 1863: Peter Cornelius, Requiem - Seele, vergiss Sie nicht
- 1864: Nicolau Manent i Puig, Requiem
- 1864: Jules Emile Frédéric Massenet, Requiem
- 1864: Giovanni Pacini, Messa di Requiem
- 1864: Rovira, Requiem
- 1864: Baltasar Saldoni, Requiem
- 1864: Samuel Webbe (sr.), Requiem en sol menor
- 1864: Samuel Webbe (sr.), Requiem en mi menor
- 1865: James Austen Siutterfield, Lincoln's Requiem
- 1865: Matthias Keller, Requiem
- 1865: Bernhard E. Scholz, Requiem
- 1866: Riccardo Cristoforo Daniele Diomede Gandolfi, Requiem
- 1867: James Cox Beckel, Requiem
- 1867: Pietro Antonio Coppola, Requiem
- 1867: Franz Seraphin Thomas Holzl, Pie Memorie
- 1867: Giovanni Pacini, Messa di requiem
- 1867: Joseph Gabriel Rheinberger, Requiem en mi bemoll major
- 1868: Melchiorre, Balbi, Requiem
- 1868: Johannes Brahms, Ein Deutsches Requiem
- 1868: Carlotta Ferrari, Requiem
- 1868: Daniël de Lange, Requiem
- 1868: Franz Liszt, Requiem en re menor R. 488
- 1868: Ludwig Rotter, Requiem en la menor
- 1868: Adolf Rzepko, Requiem polskie
- 1868: Wilhelm August Fedinand Schulthes, Requiem
- 1869: Antonio Bazzini, Messa per Rossini - Dies irae
- 1869: Raimondo Boucheron, Messa per Rossini - Confutatis and Oro supplex
- 1869: Antonio Buzzolla, Messa per Rossini - Requiem and Kyrie
- 1869: Antonio Cagnoni, Messa per Rossini - Quid sum miser
- 1869: Carlo Coccia, Messa per Rossini - Lacrimosa and Amen
- 1869: Gaetano Gaspari, Messa per Rossini - Domine Jesu and Hostias
- 1869: Teodulo Mabellini, Messa per Rossini - Lux aeterna
- 1869: Alessandro Nini, Messa per Rossini - Ingemisco
- 1869: Carlo Pedrotti, Messa per Rossini - Tuba Mirum
- 1869: Pietro Platania, Messa per Rossini - Sanctus and Benedictus
- 1869: Joseph Gabriel Rheinberger, Requiem en si bemoll
- 1869: Federico Ricci, Messa per Rossini - Recordare Jesu
- 1869: Lauro Rossi, Messa per Rossini - Agnus Dei
- 1869: Giuseppe Fortunino Francesco Verdi, Messa per Rossini - Libera me
- 1870: Johann Christian Bischoff, Requiem
- 1870: Edouard Marie Ernest Deldevez, Requiem
- 1870: Mihály Mosonyi, Libera
- 1870: Paolo Serrao, Requiem
- 1870: Ivan Zajc, Jelacic Requiem en si bemoll major
- 1870: Joseph Hanisch, Requiem en fa menor
- 1870: Jacob Axel Josephson, Kyrie eleison: Requiem aeternam
- 1870: Johannes Joseph Schweitzer, Requiem en do menor
- 1870: Johannes Josephus Hermanus Verhulst, Requiem
- 1871: Francisco de Asis Martinez, Responsorios para la conmemoración de los Fielos Difuntos
- 1871: Antonio Coronaro, Requiem
- 1871: Charles François Gounod, Gallia
- 1871: Charles Ferdinand Lenepveu, Requiem
- 1872: Anton Horner, Requiem
- 1872: Cesare De Sanctis, Requiem
- 1872: Ivan Zajc, Preradovic Requiem en la bemoll major
- 1873: Emilio Cianchi, Requiem
- 1873: Charles François Gounod, Messe breve pour les morts
- 1873: Stanislaw Moniuszko, Funeral mass en sol menor
- 1873: Errico Petrella, Messa funebre per la morte di Angelo Mariani
- 1873: Carl Heinrich Carsten Reinecke, In memoriam
- 1873: Felix Wilhelm Ueberlex, Requiem
- 1873: Anton Gregorjevitsj Rubinstein, Requiem for Mignon
- 1874: Zdene(k Fibich, Requiem
- 1874: Louis Théodore Gouvy, Requiem
- 1874: Giuseppe Fortunino Francesco Verdi, Messa da requiem
- 1874: Joseph Hanisch, Requiem en re menor
- 1875: Giovanni Battista Bergamini, Messa di requiem
- 1875: Josef Anton Bruckner, Requiem
- 1875: Alfred Tilman, Requiem
- 1876: Pietro Abbà Cornaglia, Requiem
- 1876: Felix August Bernhard Draeseke, Requiem en si menor
- 1876: Johann Anton Held, Requiem
- 1876: Pietro Tonassi, Dies irae en do menor
- 1876: Franz Xaver Witt, Missa pro defunctis en mi menor
- 1876: Franz Schopf, Requiem en re menor
- 1877: Alexander Porfir'yevich Borodin, Requiem
- 1877: Edouard Marie Ernest Deldevez, Requiem
- 1877: Wilhelm Franz Speer, Requiem en do menor
- 1877: Hans Huber, Requiem en do bemoll
- 1878: Salvador Giner y Vidal, Requiem
- 1878: Pavel Krizkovsky, Requiem
- 1878: Giuseppe Persiani, Gran Messa di Requiem
- 1878: Charles Camille Saint-Saëns, Messe de requiem
- 1878: Johann Baptist Singenberger, Missa pro Defunctis en re major
- 1878: Eugenio Terziani, Requiem
- 1879: Carlo Angeloni, Requiem
- 1879: José María Valle Riestra, Misa de Requiem
- 1879: Friedrich Samuel Riegel, Requiem aeternam
- 1880: Giovanni Bottesini, Messa da requiem
- 1880: Salvador Giner y Vidal, Requiem
- 1880: Ignaz Martin Mitterer, Missa pro defunctis en la bemoll major
- 1880: José Angel Montero, Requiem with response
- 1880: José Angel Montero, Third lesson of the dead
- 1880: Jose Maria Ponce de Leon Ramirez, Misa de Requiem
- 1880: Konrad Stocklin, Requiem
- 1880: Josef Foerster, Requiem
- 1880: Josef Foerster, Requiem
- 1880: Anton Maier, Missa pro Defunctis
- 1880: Claudio Rebagliati, Misa de requiem
- 1881: Johann Heinrich Bonawitz, Requiem
- 1881: Friedrich Kiel, Requiem en la bemoll major
- 1881: Ferruccio Dante Michelangelo Benvenuto Busoni, Requiem
- 1882: Cenobio Paniagua y Vasques, Requiem
- 1882: Josef Schildknecht, conegut també com a Joseph Coelestin Othmar Schildknecht, Requiem
- 1882: Johann Gustav Eduard Stehle, Missa pro defunctis
- 1882: Bernardus Josephus Wilhelmus Zweers, Donderdag 12 October Requiem
- 1883: Corrado Bartolomeo Cartocci, Messa da requiem
- 1883: Charles François Gounod, Messe funebre
- 1883: Joseph Hanisch, Requiem en mi menor
- 1883: Joseph Renner (sr.), Missa pro Defunctis en fa major
- 1884: Anton Bergmann, Requiem
- 1884: Anton Horner, Ein Deutsches Requiem
- 1885: Charles François Gounod, Mors et Vita
- 1885: Natale Paoletti, Messa da Requiem breve
- 1886: Louis Barwolf, Requiem
- 1886: Louis Charles Bonaventura Alfred Bruneau, Requiem
- 1886: Josef Stein, Missa pro defunctis
- 1887: Joseph Albert Auer, Requiem
- 1887: Alois Edenhofer, Requiem with Libera me
- 1887: Asger Hamerik, Requiem en la major
- 1887: José de Letamendi Manjarrés, Dies irae
- 1887: Pietro Antonio Stefano Mascagni, Requiem
- 1887: Josef Stein, Missa pro Defunctis
- 1888: Petro Corio, Missa pro defunctis
- 1888: Gabriel Urbain Fauré, Requiem
- 1888: Paolo Giorza, Requiem Mass
- 1888: José de Letamendi Manjarrés, Misa de réquiem
- 1888: Edoardo Mascheroni, Requiem
- 1888: Stevan Mokranjac, Opelo in F sharp minor
- 1889: Giacomo Antonio Domenico Michele Puccini, Requiem aeternam, de l'òpera Edgar
- 1890: Antonin Dvorák, Requiem en si bemoll menor
- 1890: Manuel Giro, Requiem
- 1890: Heinrich von Herzogenberg, Requiem
- 1890: Stanislaw Moniuszko, Requiem aeternam
- 1890: Bernardus Josephus Wilhelmus Zweers, Libera
- 1890: Josef Foerster, Requiem
- 1890: Giovanni Battista Grifoni, Messa da Requiem
- 1890: Francis M. de Zulueta, Requiem Mass
- 1891: Juan Montes Capón, Oficio de Difuntos and Misa de difuntos
- 1892: Eduard Brunner, Requiem II
- 1892: Eduard Brunner, Requiem III
- 1892: Joseph Goldstein, Requiem
- 1892: Jozef Van der Meulen, Wereldsch Requiem
- 1892: Rudolf Bibl, Requiem
- 1892: Markus Koch, Requiem in F flat
- 1893: Marco Enrico Bossi, Messa funebre
- 1893: Marco Enrico Bossi, Requiem
- 1893: Giusto Dacci, Messa funebre
- 1893: Charles François Gounod, Rèquiem
- 1893: Bohuslav Jeremiáš, Ceske requiem
- 1893: Charles Lenepveu, Requiem
- 1893: Giovanni Tebaldini, Messa funebre
- 1893: Paolino Vassallo, Messa da requiem
- 1894: Paolo Amatucci, Messa da Requiem
- 1894: Benjamin Hamma, Missa pro Defunctis
- 1894: Michael Hirblinger, Missa pro Defunctis en la menor
- 1895: Joseph Jongen, Pie Jesu
- 1895: Emil Josef Nikolaus von Reznicek, Requiem en re menor
- 1895: Hugo Alpen, Requiem
- 1895: Hermann Behn, Requiem
- 1895: Rudolf Bibl, Requiem
- 1895: Ignaz Martin Mitterer, Missa pro defunctis
- 1895: Joseph Renner (sr.), Second Requiem
- 1895: Ludwig Rotter, Requiem en sol menor
- 1895: Giovanni Sgambati, Messa da Requiem
- 1896: Joseph Albert Auer, Requiem
- 1896: Joseph Albert Auer, Messa da Requiem
- 1896: Heinrich Zollner, Ein Helden Requiem
- 1896: Ödön Farkas, Requiem
- 1896: G.B. Witzka, Requiem
- 1897: Hans Koessler, Secular requiem
- 1897: Charles Villiers Stanford, Requiem
- 1897: Giuseppe Pozzetti, Messa Funebre
- 1898: Carl Alfred Berg, Requiem
- 1898: Achille Lucidi, Messa de Requiem
- 1898: Antonio Ricci Signorini, Requiem
- 1898: Giuseppe Terrabugio, Dies irae
- 1899: Edward William Elgar, Lux aeterna
- 1899: Michael Haller, Missa pro defunctis
- 1899: Joseph Jongen, Quid sum miser
- 1899: Filippo Cesare Timeone Mattoni, Messa de Requiem
- 1899: Oreste Ravanello, Missa pro defunctis
- 1899: Angelo Albergoni, Messe da Requiem en re menor
- 1899: Edward Allen Sydenham, Requiem: Spare us, Lord most holy
- ?, Undated, '
- ?, Composer, Title
- ?, Johann Kaspar Aiblinger, Requiem en fa major
- ?, Pamphile Léopold François Aimon, Requiem
- ?, Jules Eugene Abraham Alary, Messe de Requiem
- ?, Giuseppe Alinovi, Messa da requiem
- ?, Julius Alsleben, Requiem (2x)
- ?, Thomas Anderton, English requiem
- ?, Giuseppe Arrigo, Messa da Requiem
- ?, Otto Bach, Requiem
- ?, Anselmo Barba, Requiem
- ?, Lazare-Arsène Barbarin, Messe des morts
- ?, Francisco Asenjo Barbieri, Libera me Domine
- ?, Girolamo Barbieri, Requiem
- ?, Franz Joseph Barraga, Missa pro defunctis
- ?, Alois Bauer, Missa da Requiem en mi bemoll major
- ?, Alois Bauer, Requiem en sol menor
- ?, Joseph Bauer, Missa pro defunctis
- ?, Joseph Bauer, Missa pro defunctis
- ?, August Baumgartner, Requiem
- ?, Josef Becher, Requiem (23x)
- ?, Matthias Josephus Hubertus Beltjens, Missa pro Defunctis
- ?, Cosme Damian José de Benito y Barbero, Requiem
- ?, Cosme Damian José de Benito y Barbero, Requiem
- ?, Giuseppe Benzi, Messa da requiem
- ?, Andreas Bibl, Requiem
- ?, Franz Anton Bieger, Requiem
- ?, Josef Bill, Requiem
- ?, Luigi Bordese, Misa Fúnebre
- ?, Joseph Heinrich Breitenbach, Traueramt (nr.2)
- ?, Joseph Heinrich Breitenbach, Traueramt (nr.1)
- ?, Joseph Heinrich Breitenbach, Traueramt (nr.3)
- ?, Moritz Brosig, Requiem en do major
- ?, Moritz Brosig, Requiem en do major
- ?, Eduard Brunner, Requiem I
- ?, Alessandro Busi, Messa da requiem
- ?, José María Bustamante, Missa de Defuntos
- ?, Antonio Buzzolla, Requiem
- ?, Antonio Cagnoni, Requiem
- ?, Michele Enrico Carafa di Colobrano, Messa di Requiem
- ?, Lorenzo Caratelli, Messa de Requiem
- ?, Angelo Catelani, Requiem
- ?, Maurizio Cattaneo, Requiem
- ?, Francesco Ceccherini, Requiem
- ?, Angelo Ciccarelli, Requiem
- ?, Nicolo Coccon, Messa mortuaria en la menor
- ?, Nicolo Coccon, Requiem (6x)
- ?, Nicolo Coccon, Messe breve da requiem en fa major
- ?, Giovanni Consolini, Requiem
- ?, Carlo Conti, Requiem (2x)
- ?, Hubert Cuypers, Requiem
- ?, Giulio Dalla Rosa, Messa funebre
- ?, Jules Denefve, Requiem
- ?, Joseph Deschermeier, Missa de requiem en mi bemoll minor
- ?, Pierre Louis Philippe Dietsch, Requiem
- ?, Frantisek Doubravsky, Requiem in Es major
- ?, Frantisek Doubravsky, Requiem (10x)
- ?, Frantisek Doubravsky, Requiem (2x)
- ?, K. Eberle, Dritte Kindermesse
- ?, Ludwig Ehlert, Requiem for a child
- ?, Josef Rudolf Eichler, Requiem
- ?, Mátyás Engeszer, Requiem
- ?, Miguel Hilarion Eslava, Oficio de difuntos in E major
- ?, L.B. Est, Requiem en do major
- ?, L.B. Est, Requiem en re major
- ?, L.B. Est, Requiem en fa major
- ?, L.B. Est, Requiem en re menor
- ?, L.B. Est, Requiem en mi bemoll major
- ?, L.B. Est, Requiem en sol major
- ?, Ödön Farkas, Dies irae
- ?, Carlo Fassó, Messa Fúnebre
- ?, Vincenzo Fiodo, Requiem
- ?, Gaetano Ferdinando Foschini, Messa da Requiem
- ?, Joseph Froehlich, Requiem
- ?, Robert Johann Nepomuk Fuhrer, Requiem in F
- ?, Robert Johann Nepomuk Fuhrer, Requiem
- ?, Robert Johann Nepomuk Fuhrer, Requiem (13x)
- ?, Robert Johann Nepomuk Fuhrer, Requiem en mi menor
- ?, Robert Johann Nepomuk Fuhrer, Requiem en fa major
- ?, Polibio Fumagalli, Messa da Requiem
- ?, Baldassare Gamucci, Messa da requiem
- ?, Henry George Ganss, Requiem with Libera me
- ?, José Garcia Robles, Requiem
- ?, Anton Gebhart, Requiem
- ?, Cayetan Gil y Llagostera, Requiem
- ?, Felipe Gorriti y Osambela, Misa de réquiem
- ?, Frantisek Gregora, Requiem
- ?, Emil Franz Karl Greith, Messe für die Verstorbenen en fa major
- ?, August Eduard Grell, Requiem
- ?, John Henry Griesbach, Requiem
- ?, Franz Xaver Gruber, Deutsches Requiem
- ?, Felipe Gutiérrez y Espinosa, Requiem (2x)
- ?, Johannes Evangelista Habert, Requiem en fa major
- ?, Michael Haller, Requiem (Missa Quinta)
- ?, Hans Hampel, Requiem
- ?, Charles Louis Hanssens, Pie Jesu
- ?, Carl Hogg, Requiem en re menor
- ?, Carl Hogg, Requiem en sol menor
- ?, Carl Hogg, Requiem en mi bemoll major
- ?, Franz Seraphin Thomas Holzl, Requiem en la menor
- ?, Franz Seraphin Thomas Holzl, Requiem en do menor
- ?, Franz Seraphin Thomas Holzl, Requiem en re menor
- ?, Franz Seraphin Thomas Holzl, Requiem (2x)
- ?, Wenzel Emanuel Horak, Requiem en do menor
- ?, Wenzel Emanuel Horak, Requiem (2x)
- ?, Franz Hoss, Ein Deutsches Requiem
- ?, Josef Frantisek Hunke, Requiem
- ?, Johann Peregrin Hupfauf, Requiem
- ?, Anselm Huttenbrenner, Requiem (2x)
- ?, Jan Stanislaw Ilinski, Requiem en mi menor
- ?, Jan Stanislaw Ilinski, Requiem en do menor (2x)
- ?, Oswald Joos, Missa pro Defunctis
- ?, Johann Baptist Wenzel Kalliwoda, Requiem
- ?, Carl Kammerlander, Requiem en mi bemoll major
- ?, Max Keldorfer, Requiem
- ?, Karl Kempter, Requiem in E major
- ?, Karl Kempter, Requiem en do major
- ?, Karl Kempter, Requiem en si bemoll major
- ?, Karl Kempter, Requiem en fa major
- ?, Karl Ferdinand Kirms, Requiem en do menor
- ?, Anton Komenda, Requiem
- ?, Emil Krause, Requiem
- ?, Franz Krenn, Requiem
- ?, Jan Evangelista Kypta, Requiem
- ?, Charles Labelle, Funeral Mass
- ?, Charles Labelle, Pie Jesu
- ?, Charles Labelle, Dies irae
- ?, František Josef Labitzky, Requiem
- ?, Josef Leiter, Requiem
- ?, Carl August Leitner, Requiem en mi bemoll major
- ?, Ignace Xavier Joseph Leybach, Pie Jesu
- ?, Alban Lipp, Libera me (2x)
- ?, Alban Lipp, Requiem und Libera
- ?, Johann Joseph Lohr, Requiem en mi bemoll major
- ?, Julius Joseph Maier, Requiem aeternam en re menor
- ?, Ruggero Manna, Messa de Requiem
- ?, Temistocle Marzano, Requiem
- ?, Gašpar Masek, Requiem (3x)
- ?, Bernhard Mettenleiter, Requiem
- ?, Giacomo Meyerbeer, Requiem
- ?, Adam Minchejmer, Requiem
- ?, Joseph Modelmayr, Requiem en mi bemoll major
- ?, Franz Moll, Requiem (3x)
- ?, José Angel Montero, Requiem
- ?, José Angel Montero, Third lesson of the dead
- ?, José Angel Montero, Psalms for the Vigil of the dead (3x)
- ?, Ramon Montero, Invitatory and office of the dead
- ?, Ramon Montero, Office of the dead
- ?, Giovanni Moretti, Requiem
- ?, Donat Muller, Requiem en re menor
- ?, Donat Muller, Requiem en re menor
- ?, Abraham Louis Niedermeyer, Requiem
- ?, Alessandro Nini, Requiem
- ?, Théodore Nisard, Requiem (2x)
- ?, Johann Obersteiner, Requiem
- ?, Domingo Olleta Mombiela, Requiem
- ?, Eduard Ortlieb, Requiem
- ?, Ernst Julius Otto, Cantati funèbre
- ?, Francesco Pagani, Messa da Requiem
- ?, Cenobio Paniagua y Vasques, Missa Fúnebre y Responso Livérame
- ?, Rudolf Pehm, Requiem in E major
- ?, Giuseppe Pellarin, Messa da Requiem en sol major
- ?, Joseph-Julien Perrault, Messe des morts
- ?, Giuseppe Persiani, Messa di requiem (2)
- ?, Giuseppe Persiani, Dies irae
- ?, Marietta Piccolomini, Eternal rest: requiem aeternam
- ?, Carl Franz Pitsch, Requiem
- ?, Giovanni Battista Polleri, Messa da Requiem
- ?, Gottfried von Preyer, Requiem (4x)
- ?, Massimiliano Quilici, Messa di Requiem
- ?, Frantisek Karel Rafael, Requiem (2x)
- ?, Antonio Rebbora, Messa da Requiem
- ?, Willem Ingnatius Reijniers, Missa pro defunctis en mi bemoll
- ?, Ignaz Reimann, Requiem en mi bemoll
- ?, Ignaz Reimann, Requiem (23x)
- ?, Antônio Carlos dos Reis Rayol, Messa da Requiem
- ?, Franz Ser. Reisinger, Requiem
- ?, Heinrich IV Prinz Reuss zu Köstritz, Requiem
- ?, Jean-Etienne Rey, Requiem
- ?, Joseph Gabriel Rheinberger, Requiem in F
- ?, Federico Ricci, Dies irae
- ?, Federico Ricci, Requiem
- ?, Pius Richter, Requiem
- ?, P.B. Rizzi, Messa da Requiem
- ?, Giovanni Gaetano Rossi, Requiem
- ?, Luigi Felice Rossi, Requiem
- ?, Carlo Rossini, Requiem
- ?, Samuel Alexandre Rousseau, Requiem
- ?, Samuel Alexandre Rousseau, Libera me, Domine
- ?, Michele Ruta, Requiem
- ?, Charles Camille Saint-Saëns, Pie Jesu
- ?, Francisco de Paula Sanchez Gabanach, Requiem
- ?, Fortunato Santini, Requiem
- ?, Marco Santucci, Paraphrases of Dies irae
- ?, Salvatore Sarmiento, Requiem
- ?, Alois David Schenk, Missa brevis de Requiem en re menor
- ?, Alois David Schenk, Missa brevis de Requiem en la menor
- ?, Joseph Bernhard Schiedermayer, Requiem en mi menor
- ?, Vincenz Schilling, Seelenmesse
- ?, Johann Evangelist Schlier, Requiem
- ?, Johann Evangelist Schlier, Libera me (2x)
- ?, Aloys Schmitt, Requiem
- ?, Simon Sechter, Requiem (2x)
- ?, Eugène Seidelmann, Requiem
- ?, Giovanni Serra, Messa da Requiem
- ?, Carl Seyler, Requiem en fa menor
- ?, Carl Seyler, Requiem en do menor
- ?, Carl Seyler, Requiem en mi menor
- ?, Carl Seyler, Requiem en mi bemoll major
- ?, Josef Anton Seyler, Requiem
- ?, Peter Singer, Requiem (15x)
- ?, Johannes Nepomuk Skraup, Requiem from 'Musica sacra pro populo'
- ?, Mariano Soriano Fuertes y Piqueras, Requiem for Cordoba
- ?, Andreas Spaeth, Missa pro Defunctis
- ?, Johann Franz Starck, Requiem en la menor
- ?, Jozef Stefani, Requiem
- ?, Bruno Maria Josef Stein, Missa pro Defunctis
- ?, Józef Surzynski, Requiem (4x)
- ?, Julius Tauwitz, Missa pro Defunctis
- ?, Pietro Tonassi, Messa da Requiem en fa major
- ?, Adalbert Uberlee, Requiem
- ?, Joachim von Uttenreute, Requiem
- ?, Peter Vanderghinste, Jesu salvator mondi
- ?, Bartholomeus van der Velde, Requiem aeternam
- ?, Johannes Josephus Hermanus Verhulst, Requiem
- ?, Victor-Frédéric Verrimst, Messe de requiem
- ?, Ernst David Wagner, Requiem
- ?, John White, Requiem
- ?, Max Joseph Winkler, Requiem
- ?, Max Joseph Winkler, Requiem (3x)
- ?, Franz Xaver Witt, Missa pro defunctis
- ?, Franz Xaver Witt, Libera me, Domine
- ?, Franz Xaver Witt, Missa pro defunctis en re menor
- ?, Franz Xaver Witt, Missa pro defunctis
- ?, Josef Leopold Zvonar, Requiem (2x)